# Пенчешть
Пенчешть, Пенчешті (рум. Păncești) — село у повіті Бакеу в Румунії. Входить до складу комуни Саскут.
Село розташоване на відстані 211 км на північ від Бухареста, 41 км на південь від Бакеу, 112 км на південь від Ясс, 115 км на північний захід від Галаца, 128 км на північний схід від Брашова.

## Населення
За даними перепису населення 2002 року у селі проживали 2838 осіб. Рідною мовою 2834 особи (99,9%) назвали румунську.
Національний склад населення села:
| Національність | Кількість осіб | Відсоток |
| -------------- | -------------- | -------- |
| румуни         | 2826           | 99,6%    |
| цигани         | 8              | 0,3%     |